# Îlet Rémy
Îlet Rémy är en ö i Haiti.   Den ligger i departementet Nippes, i den västra delen av landet, 140 km väster om huvudstaden Port-au-Prince.